# Rochetaillée-sur-Saône
Rochetaillée-sur-Saône település Franciaországban, Métropole de Lyon különleges státuszú nagyvárosban (métropole: nagyjából „megyei jogú város”). Lakosainak száma 1546 fő (2022. január 1.). Rochetaillée-sur-Saône Collonges-au-Mont-d'Or, Couzon-au-Mont-d’Or, Fleurieu-sur-Saône, Fontaines-Saint-Martin, Fontaines-sur-Saône és Saint-Romain-au-Mont-d’Or községekkel határos.

## Népesség
A település népessége az elmúlt években az alábbi módon változott:
| Lakosok száma | 1527 | 1506 | 1541 | 1528 | 1532 | 1536 | 1540 | 1543 | 1546 |
|               | 2013 | 2015 | 2016 | 2017 | 2018 | 2019 | 2020 | 2021 | 2022 |